# ISAC
iSAC(영어: internet Speech Audio Codec)은 글로벌 IP 솔루션(2011년에 구글이 인수)이 개발한 광대역 음성 코덱이다.

## 같이 보기
- G.722
- 스픽스